# Jakobsvejen
Jakobsvejen el. Ibsvejen, også kendt under det galiciske navn o Camiño de Santiago og det spanske navn Camino de Santiago eller blot Caminoen, er en pilgrimsrute, der fører til katedralen i den galiciske by Santiago de Compostela i Spanien, hvor en af de tolv apostle Skt. Jakob el. Skt. Ib ifølge legenden ligger begravet.

## Historie
Jakobsvejen har siden middelalderen været en af de vigtigste kristne pilgrimsruter, og pilgrimme har rejst ad den til Santiago de Compostela i de sidste 1000 år. Inden for katolicismen regnes Jakobsvejen i dag som en af de tre vigtigste pilgrimsruter (sammen med ruten til Rom (Via Francigena) og Gravkirken i Jerusalem).
Jakobsvejen følger ikke én bestemt rute, men nogle regnes for mere betydningsfulde end andre og tiltrækker derfor et langt større antal pilgrimme. I middelalderen var rejsen til Skt. Jakobs grav meget populær, og mange mennesker begav sig ud på denne rejse, som måske var den eneste i deres liv. Langs de vigtigste veje skød der herberger op, som skulle dække de rejsendes behov. Nye valfartskirker opstod også. De fungerede som stationer, hvor de rejsende kunne holde modet oppe ved bøn, messe eller andre ritualer. Med tiden udviklede disse kirker sig til selvstændige valfartsmål for mindre pilgrimsfærde.
Den protestantiske reformation og den politiske uro, der fulgte i 16. og 17. århundrede medførte et stort fald i antallet af pilgrimme i hele Europa. Og indtil midten af det 20. århundrede var antallet af besøgende i Compostela hvert år svindende, men siden 1980’erne har Jakobsvejen tiltrukket et stigende antal pilgrimme fra hele verden. I 1987 udnævnte Europarådet den som den første vej til kulturel rute. Den er optaget af UNESCO som del af verdens kulturarv i 1993

### Middelalderen
Området havde måske stor religiøs betydning for dets keltiske befolkning allerede før kristen tid. Efter opholdet i Compostela fortsætter mange pilgrimme også i dag videre til Kap Finisterre, som er et romersk navn (Finis terrae), og betyder Verdens ende. Det kan være et levn fra en førkristen helligdom med relation til forestillinger om et dødsrige mod vest på den anden side af Atlanten. Indicierne på denne gamle betydning er svage og omdiskuterede, men er interessante for mange moderne pilgrimme.
De tidligste beretninger om besøg ved helligdommen viet til Skt. Jakob stammer fra kongeriget Asturien i det 8. århundrede. Fra 10. århundrede finder vi beretninger om pilgrimme, der er rejst dertil fra lande på den anden side af Pyrenæerne. Men det store opsving i antallet af udenlandske besøgende kom formodentligt først hundrede år senere. I begyndelsen af 12. århundrede blev Jakobsvejen langt bedre organiseret, og en lang række kapeller, hospices og herberger blev opført langs de fire ruter som førte pilgrimmene gennem Frankrig til den Iberiske halvø, hvor de løb sammen til én ved Puente la Reina, og som derefter førte dem gennem det nordlige Spanien gennem byerne til Burgos, Carrión de los Condes, Sahagún, León, Astorga og Lugo til Compostella.
Det blev tidligt en tradition for pilgrimmene at samle muslingeskaller, de såkaldte ibskaller, ved stranden. Skallerne bragte de hjem som bevis på, at de havde gennemført rejsen. Traditionen med at hjembringe en genstand som symbol på rejsen spredte sig også til mange af de øvrige pilgrimsmål.
Det var den franske konges beskyttelse af pilgrimme, der gjorde, at valfarten i middelalderen kunne nå så stort et omfang. I de lande, den franske konge kontrollerede, fik de rejsende privilegier til at forlade deres hjemegn, og størstedelen af pilgrimmene kom fra Frankrig. Mange fra andre lande begyndte også at rejse, og gennem hele middelalderen kom der turister fra hele Europa til Compostela.
I middelalderen opstod inden for kirken et afladssystem: syndere kunne opnå tilgivelse, hvis en form for straf blev udstået. En af mulighederne ved meget alvorlige synder og forbrydelser var at gennemføre en pilgrimsfærd, hvor den dømte rejste til et bestemt valfartsmål og bad om tilgivelse. I Flandern er det stadig muligt at afsone sin straf ved at gå til Compostela med en tung rygsæk og under bevogtning.

### Kulturel betydning
Det øgede antal rejsende stillede store krav til forplejning. Nye hospice blev opført langs hele ruten med kongelig beskyttelse og gav et massivt økonomisk løft til regionen. Nye kirkebygninger blev opført til de store mængder rejsende. Den romanske stil blev født og med tiden spredt til resten af Europa. Salg af souvenirs blomstrede i Compostela, og rejsebøger og guider blev nedskrevet til kommende pilgrimme. Den moderne turistindustri, som begyndte med rejser til Rom, blev født hos selskaber, der arrangerede pilgrimsrejser.

### Pilgrimsfærd i moderne tid
I vore dage tager titusindvis af kristne og andre hvert år turen til Compostela. Mange begynder turen fra deres eget hjem, mens andre starter i et af de populære udgangspunkter for Jakobsvejen, som findes over hele Europa. De fleste rejser stadig til fods, nogle cykler, mens nogle få benytter sig af autentiske middelalderlige transportmidler som hest eller æsel. Jakobsvejen er i dag en populær vandrerute, som også benyttes af andre end pilgrimme. Motiverne for en pilgrimsrejse er mange og ikke længere nødvendigvis religiøse. Den moderne pilgrimsvandre kan både have sociale og sportslige motiver til at gennemføre ruten og mange vælger at overnatte komfortabelt på hoteller langs ruten i stedet for på herberge. I Danmark er pilgrimsbevægelsen og vandringen betydelig stigende. Foreningen af danske Santiagopilgrimme (link nedenfor) har kortlagt - med gps-spor - og beskrevet Den danske Pilgrimsrute, som forbinder Norden med Centraleuropa ang. pilgrimsveje.